# 尾上華丈
尾上 華丈（おのえ かじょう、1898年8月31日 - 1969年3月2日）は、日本の俳優、元歌舞伎役者、元子役である。本名嶋田 喜一郎（しまだ きいちろう）、旧芸名市川 百々太郎（いちかわ ももたろう）。徹底した京都の時代劇のバイプレイヤーであり、30歳のころには主役も張った。

## 来歴・人物
1898年（明治31年）8月31日、舞台の床山を職とする父のもと神戸市に生まれる。3歳上の兄は俳優の片岡松燕である。早くから舞台俳優になり、「市川百々太郎」名義で舞台に立つ。
市川市蔵 (4代目)の一座を経て、1920年（大正9年）、片岡我童一座にいた兄とともに日活京都撮影所に入社する。翌1921年（大正10年）の牧野省三監督渾身の企画『実録忠臣蔵』に兄の松燕が大石主税役で出演、華丈も「市川百々太郎」名義で出演している。1924年（大正13年）から「尾上華丈」を名乗る。
基本的には達者なバイプレイヤーであり、日活京都に在籍し続けた。吉本清濤監督の『殺陣往来』（1928年）、渡辺邦男監督の『当り籤以上』（1929年）では主役を張った。1932年（昭和7年）から1937年（昭和12年）までは片岡千恵蔵の片岡千恵蔵プロダクションを脇で支えた。同年千恵蔵の日活入りとともに日活に復帰、1942年（昭和17年）1月の戦時統合による大映への合併後も大映京都撮影所に残った。
戦後は1949年（昭和24年）の東横映画設立とともに同社に転じ、1952年（昭和26年）の3社合併による東映の設立にあたっても、東映京都撮影所に参加、最晩年まで生涯役者を貫いた。刺青を描く特技があり、おなじ京都の大映京都撮影所作品の『弁天小僧』（1958年）で市川雷蔵の背中に美しい刺青を描いた。
1969年（昭和44年）3月2日、心臓病のため死去。70歳没。

## おもなフィルモグラフィ
- 『実録忠臣蔵』（1921年、日活京都撮影所、監督・脚本：牧野省三）「市川百々太郎」名義
- 『忠次旅日記』（1928年、監督：伊藤大輔）
- 『高山彦九郎』（1928年、東亜キネマ京都撮影所、監督：後藤岱山） - 薄馬鹿 （「市川百々太郎」名義）
- 『維新の京洛 竜の巻 虎の巻』（1928年、日活太秦撮影所、監督：池田富保） - 土方歳三
- 『王政復古 担龍篇 / 双虎篇』（1939年、監督・主演：片岡千恵蔵） - 沖田総司
- 『鴛鴦歌合戦』（1939年、監督：マキノ正博） - 道具屋六兵衛
- 『成吉思汗』（1943年、大映京都撮影所、監督：松田定次・牛原虚彦） - ヂェルメ
- 『獄門島』（1949年、監督：松田定次） - 辻井刑事
- 『阿波おどり 鳴門の海賊』（1957年、監督：マキノ雅弘） - 阿波屋徳兵衛
- 『風雲児 織田信長』（1959年、監督：河野寿一）
- 『壮烈新選組 幕末の動乱』（1960年、監督：佐々木康）
- 『十三人の刺客』（1963年、監督：工藤栄一）